# Sportåret 1855

## Händelser

### Baseboll
- Andra halvan av året - I USA spelar Brooklyn Atlantics (Atlantic Base Ball Club) sina första matcher.

### Boxning

#### Februari
- 20 februari & 12 mars — Engelske mästaren Harry Broome misslyckas två gånger att ordna med matcher mot  Tom Paddock men fortsätter räknas som mästare.[1]
- 25 februari  — William Poole skjuts till döds i New York, USA av anhängare till John Morrissey.[2]

#### Juni
- 26 juni — Paddock ökar pressen på Broome genom att vinna ett returmöte mot Aaron Jones på 61 ronder vid Mildenhall.[3]

#### Okänt datum
- John Morrissey återtar det amerikanska mästerskapet, men inga matcher med honom under 1855 finns nedtecknade.[2]
- 25 February — William Poole is shot dead in New York by supporters of John Morrissey.[2]
- 26 June — Paddock keeps up the pressure on Broome by winning a return bout with Aaron Jones in 61 rounds at Mildenhall.[3]

### Cricket

#### Okänt datum
- Sussex CCC vinner County Championship [4].

### Ishockey
- Detta antas vara året då puck ersätter boll vid ishockey i Kanada.

## Födda
- 18 juli – Axel Paulsen, norsk konståkare.

## Avlidna
- 2 mars – William Poole, amerikansk boxare.